# Marene (Italië)
Marene is een gemeente in de Italiaanse provincie Cuneo (regio Piëmont) en telt 2803 inwoners (31-12-2004). De oppervlakte bedraagt 29,0 km², de bevolkingsdichtheid is 97 inwoners per km².

## Demografie
Marene telt ongeveer 1056 huishoudens. Het aantal inwoners steeg in de periode 1991-2001 met 7,1% volgens cijfers uit de tienjaarlijkse volkstellingen van ISTAT.
| Jaar | Inwoneraantal |
| ---- | ------------- |
| 1991 | 2523          |
| 2001 | 2703          |

## Geografie
De gemeente ligt op ongeveer 310 m boven zeeniveau.
Marene grenst aan de volgende gemeenten: Cavallermaggiore, Cervere, Cherasco, Savigliano.